# وولف كونيغ
وولف كونيغ هو رسام رسوم متحركة ومنتج أفلام ومصور سينمائي ومخرج كندي، ولد في 17 أكتوبر 1927 في درسدن في ألمانيا، وتوفي في 26 يونيو 2014 في تورونتو في كندا.

## وصلات خارجية
- وولف كونيغ على موقع IMDb (الإنجليزية)
- وولف كونيغ على موقع ألو سيني (الفرنسية)
- وولف كونيغ على موقع أول موفي (الإنجليزية)
- وولف كونيغ على موقع قاعدة بيانات الأفلام السويدية (السويدية)
- وولف كونيغ على موقع قاعدة بيانات الفيلم (الإنجليزية)
- وولف كونيغ على موقع كينوبويسك (الروسية)